# Nervus pectoralis medialis

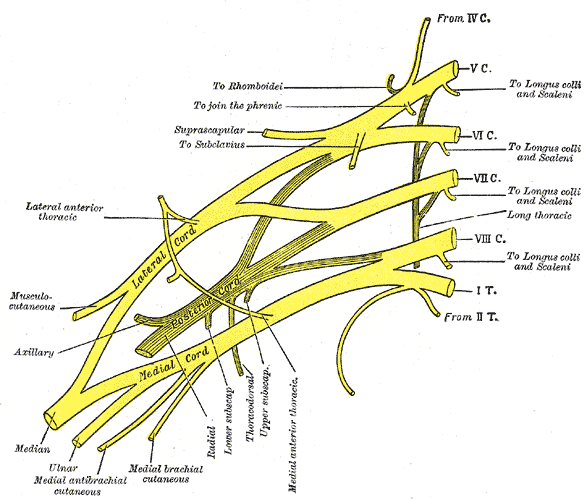
Plexus brachialis. N. pectoralis lateralis har rubricerats "Medial anterior thoracic" i mitten nedtill.
Illustration: Gray's Anatomy, 1918. (PD)

Nervus pectoralis medialis är, i människans kropp, en nerv som utgår från fasciculus medialis i armens nervfläta plexus brachialis och genom den från ryggmärgsnerverna i halskota C8 samt bröstkota T1. Nerven är mindre än n. pectoralis lateralis.
N. pectoralis medialis passerar bakom a. axillaris första del för att sedan svänga av framåt mellan den artär och v. axillaris. Den förenar sig sedan med n. pectoralis lateralis.
Därefter tränger den igenom m. pectoralis minor djupa yta för att dela upp sig i de grenar som försörjer denna muskel. Två av dessa grenar perforerar m. pectoralis minor och innerverar även m. pectoralis major.
N. pectoralis medialis tillhör de infraklavikulära nerverna.